# Jan Hus (film)
Jan Hus je československý hraný film režiséra Otakara Vávry natočený v roce 1954 na motivy díla spisovatele Aloise Jiráska. Jedná se o první díl Vávrovy filmové husitské trilogie. Děj tohoto historického snímku se odehrává v rozmezí let 1412 a 1415. Ústředním motivem je vrcholná část života českého kazatele a církevního reformátora Jana Husa.

## Děj
Úvodní část odehrávající se v roce 1412 vykresluje utrpení chudých při práci na Týnském chrámu v Praze a ukazuje jejich potýkání se s bohatými měšťany a s lakomými církevními hodnostáři vybírajícími odpustky. Jan Hus veřejně kritizující katolickou církev, se ve svých kázáních v Betlémské kapli proti kupčení s odpustky postaví. Jeho bohoslužby kromě davů chudých Pražanů navštěvuje i samotná královna Žofie, která Husa obhajuje před králem Václavem. Nemocný král, na kterého kvůli Husovým kázáním vyvíjí tlak papež i jeho bratr římský král Zikmund, se raději než politice a starostem věnuje zábavě.
Poté, co do Prahy dorazí bula papeže Jana XXIII. o dalším vybírání odpustků, dojde mezi chudými k spontánnímu plenění kostelů a k vyhánění katolických kněží. Městská rada nechá proti chudině zasáhnout vojáky a tři z jejich vůdců, mezi nimiž je také kameník Martin, dá vsadit do žaláře. Jan Hus se za tyto tři mládence, kteří jsou radními odsouzeni k smrti, přimluví a dojedná dokonce jejich propuštění. Radní však tuto dohodu nedodrží a všichni tři zajatci jsou popraveni. Zrazený Hus je označí za první mučedníky budoucí bouře.
Následně je na Jana Husa papežem Janem XXIII. uložena klatba. Proto opouští Prahu a odchází na venkov, kde dál burcuje chudé poddané proti jejich vrchnosti. Po dalším nátlaku papeže a císaře, kdy oba hrozí dokonce vyhlášením křížové výpravy, konečně přistoupí Jan Hus na jejich výzvu a vydá se do Kostnice, kam byl svolán církevní koncil. Hus doprovázený na cestě Janem z Chlumu a Václavem z Dubé dorazí do města na březích Bodamského jezera bez problému. Po příjezdu je však pod záminkou rozhovoru s kardinály ihned zatčen, což vzbudí rozhořčení u českého lidu a šlechty, která zasílá stížný list králi Zikmundovi. Ten zaručí zatčenému mistru slyšení před koncilem.
Film vrcholí Husovým procesem před Kostnickým koncilem. Proti kazateli zde nevystupují pouze Zikmund Lucemburský a církevní hodnostáři, ale i bývalý Husův přítel z pražské university Štěpán Páleč. Jan Hus odmítne zříci se svého učení a je koncilem odsouzen k smrti na hranici. Před upálením se rozloučí s přáteli Janem z Chlumu a s Václavem z Dubé, nabádá přítomné, aby neposlouchali svou špatnou církevní i světskou vrchnost a naposledy odmítá šanci na odvolání.
V samotném závěru snímku se shromáždění, v jehož čele je Jan Žižka, přihlašuje k odkazu Jana Husa a k jeho učení.

## Obsazení
| Zdeněk Štěpánek     | Jan Hus a Jan Žižka           |
| Vlasta Matulová     | královna Žofie                |
| Karel Höger         | král Václav IV.               |
| Jan Pivec           | římský a uherský král Zikmund |
| Ladislav Pešek      | šašek Miserere                |
| Gustav Hilmar       | Jan z Chlumu                  |
| Vítězslav Vejražka  | Václav z Dubé                 |
| Eduard Kohout       | Lefl z Lažan                  |
| Václav Voska        | Čeněk z Vartenberka           |
| Bedřich Karen       | kardinál Petr z Ailly         |
| František Smolík    | papežský legát biskup z Lodi  |
| Rudolf Deyl         | mistr Stanislav ze Znojma     |
| František Kreuzmann | papežský komisař Tiem         |
| Otomar Krejča       | mistr Štěpán Páleč            |
| Vladimír Řepa       | farář Jan                     |
| Marie Tomášová      | služka Johanka                |
| Vilém Besser        | tesař Jíra                    |
| Josef Mixa          | Martin                        |
| Josef Kemr          | student Ješek                 |
| Marie Brožová       | Staškova matka                |
| Vladimír Leraus     | pražský purkmistr             |
| Rudolf Hrušínský    | purkmistrův syn               |